# San Jorge (Ocotepeque)
San Jorge est une municipalité du Honduras, située dans le département d'Ocotepeque. La municipalité comprend 7 villages et 23 hameaux.

## Source de la traduction
- (en) Cet article est partiellement ou en totalité issu de l’article de Wikipédia en anglais intitulé « San Jorge, Ocotepeque » (voir la liste des auteurs).